# Cecilia Östberg
Cecilia Östberg, född 15 januari 1991 i Insjön, Leksands kommun, är en svensk ishockeyspelare som spelat för Leksands IF och i Sveriges damlandslag i ishockey, samt senast i Färjestad BK. Under sin spelarkarriär, från 2006 och fram till september 2015 då Östberg meddelade att hon slutar med ishockey, spelade hon totalt 151 matcher i Riksserien för Leksand IF, samt deltog i tre världsmästerskap (2008, 2009 och 2013) och två OS (2010 och 2014) med landslaget. Säsongen 2016-17 återkom hon till spel i division 1 med Färjestad BK.

## Spelarkarriär
Cecilia Östberg debuterade för Leksand IF i division 1 i ishockey för damer säsongen 2006-07.
Östberg deltog i två U18-VM i ishockey för juniordamlandslag. I det första U18-VM-et någonsin för damlag 2008, gjorde Östberg det första målet i turneringens historia den 7 januari 2008 då Sverige slår Schweiz med 4-1. Laget slutar fyra och Östberg placerade sig på en delad elfte plats i världsmästerskapets skytteliga.. I det följande U18-VM 2009 var hon med i laget som erövrade bronsmedaljer, Sveriges första medaljer i turneringen. Östberg placerar sig på en delad tredje plats i skytteligan genom att på fem matcher göra sex mål och sex assist..
Östberg har spelat totalt 151 matcher i Riksserien för Leksand IF och noterats för 201 poäng, varav 85 mål och 116 assist. Hon har deltagit i tre världsmästerskap, det första 2008 i Kina då Sverige kom femma, det andra 2009 i Finland då Sverige kom fyra och det tredje 2013 i Kanada då Sverige kom sjua. Hon har också deltagit i två OS, första gången 2010 i Vancouver i Kanada då Sverige kom fyra och andra gången 2014 i Sotji i Ryssland då Sverige också kom fyra.
Säsongen 2016-17 återkom Östberg till spel i division 1 med Färjestads damlag.

## Meriter

### U18-VM
- U18-VM-fyra 2008
- U18-VM-brons 2009

### VM
- VM 2008: 5:a
- VM 2009: 4:a
- VM 2013: 7:a

### OS
- OS i Vancouver 2010: 4:a
- OS i Sotji 2014: 4:a

### Utmärkelser
- 2014, utsedd till Årets glädjespridare i Riksserien på inofficiella hockeygalan.[8]

### Fotnoter
1. 1 2  ”Cecilia Östberg”. Sveriges Olympiska Kommitté, SOK. http://sok.se/idrottare/idrottare/c/cecilia-ostberg.html. Läst 15 juni 2017.
2. 1 2 3 4 5 6 7 8 9 10 11 12 13  ”Cecilia Östberg”. eliteprospects.com. http://www.eliteprospects.com/player.php?player=366372. Läst 15 juni 2017.
3. ↑  Uffe Bodin (3 september 2015). ”Ännu en damstjärna lägger av”. hockeysverige.se. http://www.hockeysverige.se/2015/09/03/annu-en-damstjarna-lagger-av-svart-att-fortsatta-hitta-morotter/. Läst 15 juni 2017.
4. 1 2  ”Cecilia Östberg klar för FBK”. P4 Värmland. 30 december 2016. http://sverigesradio.se/sida/artikel.aspx?programid=93&artikel=6599019. Läst 15 juni 2017.
5. ↑  Eurohockey.net - Cecilia Östberg scores historic goal
6. ↑  Officiell statistik från U18 VM i ishockey för damer 2008
7. ↑  Officiell statistik från U18 VM i ishockey för damer 2009
8. ↑  Ronnie Rönnkvist (8 juli 2014). ”Glädjespridaren som brinner för Leksand”. hockeysverige.se. http://www.hockeysverige.se/2014/07/08/gladjespridaren-som-brinner-for-leksand-fatt-tillbaka-suget/. Läst 15 juni 2017.